# クク

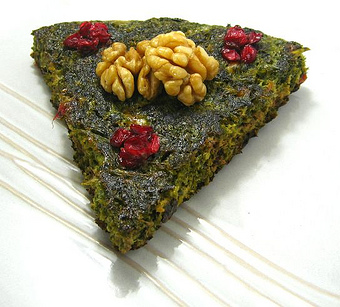
ハーブを混ぜ、ゼレシュクとクルミをのせたクークーイェ・サブジー

クークー（Kuku、ペルシア語:کوکو）は、鶏卵を使ったイラン料理および 卵料理である。形状はイタリアのフリッタータに似た、具をたっぷり入れたオープンフェースのオムレツである。様々な具材を入れた多種類のククが作られるが、中でもワケギ、パセリ、チャイブ、コリアンダー、イノンド、ホウレンソウ、レタス、フェヌグリーク等の数種類のハーブや葉野菜を入れ、深い緑色になったクークーイェ・
典型的なクークーイェ・サブジーの調理では、卵と刻んだハーブを混ぜ、塩、黒胡椒とターメリックかアドヴィーエと呼ばれるミックススパイスで味付けする。これを油をひいて熱したフライパンに流し、低温で固まるまで焼き、上下をひっくり返して両面を焼くか、最後にオーブンに入れて上面を焼く。卵と混ぜる前に、ハーブを短時間ソテーする場合もある。使用されるハーブの量は、通常、卵の量よりもかなり多く、ハーブの味が強い。付け合せとしてはクルミとゼレシュク（セイヨウメギの実）が好まれ、ナン、チェロウ、ヨーグルト、ピクルス等が添えられることもある。温かい状態でも冷やしても食べられる。

## イランの主なクークー
- クークーイェ・ゴレ・カラム（کوکو گل کلم /Kuku-ye Gol-ye Kalam）：カリフラワーのクークー
- クークーイェ・バーデンジャーン（کوکو بادنجان /Kuku-ye Bademjan）：ナスのクークー
- クークーイェ・ルービヤー・サブズ（کوکو لوبیا سبز /Kuku-ye Lubia Sabz）：サヤインゲンのクークー
- クークーイェ・ノホード・サブズ（کوکو نخود سبز /Kuku-ye Nokhod Sabz）：グリーンピースのクークー
- クークーイェ・カドゥー（کوکو کدو /Kuku-ye Kadu）：ズッキーニのクークー
- クークーイェ・グーシュト（کوکو گوشت /Kuku-ye Gusht）：牛挽肉のクークー
- クークーイェ・マーヒー（کوکو ماهی /Kuku-ye Mahi）：魚肉のクークー。シロマス、マス、サケ、パーチ、カレイ類、コダラなどが適す
- クークーイェ・ジュジェ（کوکو جوجه‌ /Kuku-ye Jujeh）：鶏肉のクークー
- クークーイェ・マースト（کوکو ماست /Kuku-ye Mast）：ヨーグルトのクークー
- クークーイェ・マグズ（کوکو مغز /Kuku-ye Maghz）：牛や羊の脳のクークー
- クークーイェ・ペステ（کوکو پسته /Kuku-ye Pesteh）：ピスタチオの甘いクークー

この他、ソラマメやニンニク、サツマイモ、リーキ、カルドンのクークーがある。

## アフガニスタンのクークー
クークーイェ・タルカリ（野菜のクークー）、クークーイェ・ボンジョネ・シアー（ナスのクークー）、クークーイェ・ボンジョネ・ルーミー（トマトのクークー）などがある。